# رضا ورزنده
غلامرضا مرشد ورزنده معروف به رضا ورزنده (متولد ۱۳۰۵ کاشان تا ۱۳۵۵) موسیقیدان و نوازنده سنتور بود.  پدرش استاد او بود و پس از مهاجرت به تهران به دعوت استاد حسین قوامی در دهه ۱۳۳۰ و ورود به رادیو ، با نوازندگانی چون رضا محجوبی و ابوالحسن صبا ، سبک سنتور نوازی خود را اعتلا بخشید. وی در بسیاری از برنامه‌های گلها، گل‌های رنگارنگ، یک شاخه گل، گل‌های جاویدان ، برگ سبز به اجرای سنتور پرداخته است.

## ورود به رادیو
استاد حسین قوامی (فاخته ای) در دهه 1320 در یک ماموریت اداری به شهرستان کاشان شبی در منزل دوستان بودکه از او درخواست آوازخواندن میکنند که ایشان میگویندکه اگر نوازنده ای هست خبرش کنید تا بزمی داشته باشیم که یکی از حاضران اظهارمینماید که در یک آبادی نزدیک کاشان پدر و پسری هستند که پدرش مرشد زورخانه هست و هم سنتور مینوازد و پسر خردسالی هم دارد که هم تمبک و هم سنتور مینوازد گویا طبق گفته ها پسر بهتر از پدر سنتور مینوازد خلاصه بعد از چندساعتی این نوجوان با سازش حاضرشد سنتورش را دیدم کمی مکدرشدم گفتم بامن مزاح میکنند چون سنتورش واقعا عجیب و بزرگتراز حدمعمول سنتورهای امروزی بود و گوشی های سنتور ازمیخ بود و مضرابی بدون حلقه و درازتر که بر حیرتم افزود.این نوجوان وقتی شروع به نواختن کرد من وافعا لحظه ایی از خود بیخود گشتم آنقدر با مهارت و لطافت و زیبایی مضراب میزد که هر شنونده ایی را مبهوت خویش میساخت این بچه هرچه مینواخت خودش بصورت شنیداری از رادیوی کوچکی که بهمراه داشت یاد گرفته بود ولی موقع نواختن انگار استادی چیره دست مینواخت گفتم تو اگر بامن به تهران بیایی دوستی دارم بنام حبیب سماعی که استاد همین ساز هست و میتوانم سفارش تورا بکنم و بر آموخته هایت بیفزایی ولی مرحوم رضاورزنده اظهارداشت که پدرم دست تنها است و نمیتوانم بیایم چون پدرم یک کارگاه نجاری دارد و من هم شاگردی میکنم خلاصه بعد از چندین سال دهه 1330 روزی درب منزل بصدا درآمد که همین مرحوم رضاورزنده بود که گفت مرا به پیش استادسماعی ببرید ولی افسوس که سماعی در بین ما نبود که ایشان را باخودم به رادیو بردم و به همه گفتم نوازنده ایی آوردم که همه انگشت بدهان میمانید و همکاران و هنرمندان دیگر رضا را دیدند و سنتورش را دیدند ومضرابهایش را دیدند همه طوری مرا نگاه کردند که ما را دست انداخته ایی با ما شوخی میکنی که در همین لحظه ورزنده ببا آن مضرابهای جادویش همه را حیرت زده و مبهوت هنر خویش ساخت که پس از آن نوازنده گلها و تکنوازی  (سلو) را  در رادیو چهارشنبه ها بعهده داشت روحش شاد 

## سبک سنتورنوازی
ورزنده با سبک و شیوه‌ای کاملاً شخصی سنتور مینواخت و در هنر بداهه نوازی سنتور توانا بود. توجه به جملات آوازی، ریزهای پر، تحرک بسیار در اجرای جمله‌ها، سونوریته شفاف اما ویژه و خاص از ویژگی‌های ساز او به‌شمار میرفت. سنتور او نیز منحصر به فرد بود و اندازه‌ای متفاوت نسبت به سازهای مرسوم داشت. این ساز که توسط پدرش ساخته شده بود یک ساز ده خرک بود که رضا ورزنده از خرک دهم پوزسیون سیمهای زرد یک خرک به پوزسیون سیمهای سفید اضافه کرده بود و تعداد خرک های پوزسیون سیم سفید را ۱۱ عدد کرده بود به عبارتی میتوان گفت تعداد خرکهای سمت سیمهای زرد ۹ عدد و سمت سیمهای سفید ۱۱ خرک شده بود از دیگر تغییراتی که ورزنده روی این ساز داده بود میتوان به پنج سیم کردن پوزسیون سفید و ۳ سیم کردن پوزسیون زرد اشاره کرد البته لازم به ذکر است که ساز ایشان تماما از سیمهای سفید ۰.۴۵ پوشیده شده بود و سیمهای زرد نداشت. مضرابهای او که بدون حلقه بود و خودش آنها را از چوب انار میساخت ،مضراب آزاد نام گذاری کرده بود و هنگامی که میخواست در هنگام جواب آواز رزونانس صدا را کاهش دهد ،حوله‌ای روی سیم‌ها می انداخت، آن‌گاه روی ساز می‌نواخت. شخصی بودن و درونی بودن سبک ورزنده و عدم تدریس مداوم شیوه او سبب شد که شیوه سنتورنوازی ورزنده چندان گسترش نیابد. البته از معدود شاگردان او میتوان به رحمت الله عنایتی اشاره کرد.و افرادی که به شیوه استاد ورزنده نوازندگی میکنند میتوان از دکتر پرویز افتخاری و کاوه شفیعی(شاگرد اقای رحمت الله عنایتی) نام برد.

## درگذشت
او سرانجام در ۲۹ دی ۱۳۵۵ در حال نواختن سنتور درگذشت و بروی سنتور خود جان به جان آفرین تسلیم کرد و در تاریخ ۲ بهمن ۱۳۵۵ درقطعه ۸ بهشت زهرا به خاک سپرده شد.